# Comunitat de comunes del País de Guer
La Comunitat de comunes del País de Guer (en bretó Kumuniezh kumunioù Bro Gwern-Porc'hoed) era una comunitat de municipis francesa, situada al departament d'Ar Mor-Bihan a la regió Bretanya, al País de Ploërmel - Cœur de Bretagne. Tenia una superfície de 155,03 kilòmetres quadrats i una població de 9.864 habitants (2009).
Va ser creada el 1994 i agrupava sis municipis: Augan, Guer, Monteneuf, Porcaro, Réminiac i Saint-Malo-de-Beignon. El 2014 s'hi va afegir el municipi de Beignon i se'n va canviar el nom en Comunitat Guer (Guer Communauté). El 1r de gener de 2017 va fusionar amb la Kumuniezh kumunioù bro Gazilieg i la Kumuniezh kumunioù Traoñ an Oud ha Lanvaoz per formar la mancomunitat Eus an Oud da Vreselien Kumuniezh (Mancomunitat de l'Oust a Brocéliande).